# Ol'ga Şişigina
Ol'ga Şişigina (kazako Ольга Шишигина; Almaty, 23 dicembre 1968) è un'ex ostacolista kazaka, campionessa olimpica dei 100 metri ostacoli a Sydney 2000.

## Biografia
Nel 1996 ha ricevuto una sospensione di due anni per essere risultata positiva ad un test anti-doping.

## Record nazionali

### Seniores
- 100 metri ostacoli: 12"44 ( Lucerna, 27 giugno 1995)
- 60 metri ostacoli indoor: 7"82 ( Liévin, 21 febbraio 1999)

## Palmarès
| Anno | Manifestazione      | Sede       | Evento       | Risultato | Prestazione | Note                                     |
| ---- | ------------------- | ---------- | ------------ | --------- | ----------- | ---------------------------------------- |
| 1993 | Campionati asiatici | Manila     | 100 metri hs | Bronzo    | 13"57       |                                          |
| 1994 | Giochi asiatici     | Hiroshima  | 100 metri hs | Oro       | 12"80       |                                          |
| 1995 | Mondiali indoor     | Barcellona | 60 metri hs  | Argento   | 7"92        |                                          |
| 1995 | Mondiali            | Göteborg   | 100 metri hs | Argento   | 12"80       |                                          |
| 1998 | Campionati asiatici | Fukuoka    | 100 metri hs | Oro       | 13"04       | Record dei campionati                    |
| 1998 | Giochi asiatici     | Bangkok    | 100 metri hs | Oro       | 12"63       |                                          |
| 1999 | Mondiali indoor     | Maebashi   | 60 metri hs  | Oro       | 7"86        |                                          |
| 1999 | Mondiali            | Siviglia   | 100 metri hs | 4ª        | 12"51       |                                          |
| 2000 | Giochi olimpici     | Sydney     | 100 metri hs | Oro       | 12"65       |                                          |
| 2001 | Mondiali indoor     | Lisbona    | 60 metri hs  | 4ª        | 7"96        |                                          |
| 2001 | Mondiali            | Edmonton   | 100 metri hs | Bronzo    | 12"58       | Miglior prestazione personale stagionale |